# Markkleeberg järnvägsstation

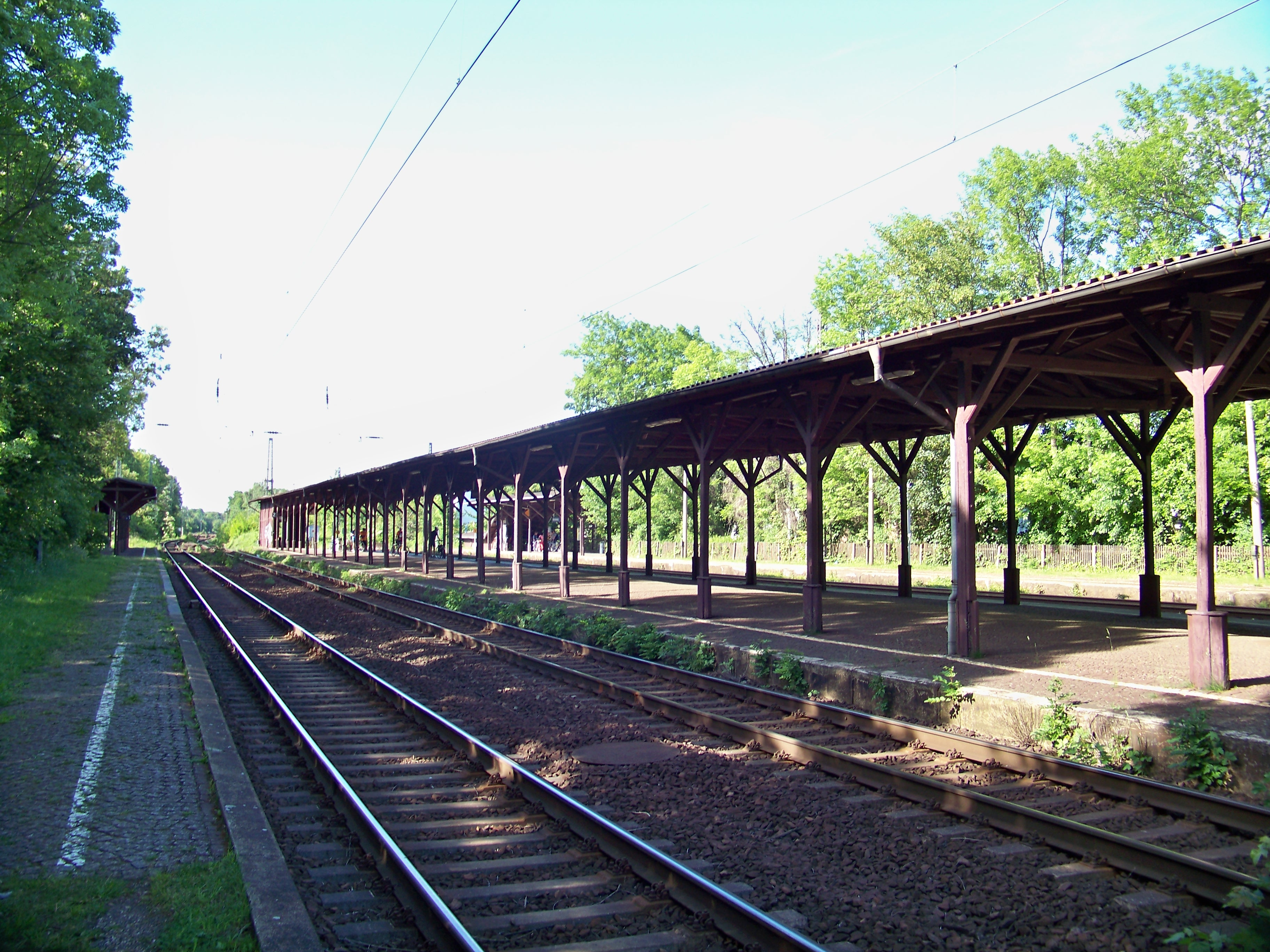
Markkleeberg Bahnhof 2009

Markkleeberg är en järnvägsstation i Markkleeberg i Landkreis Leipzig. Stationen ligger på sträckan Leipzig–Hof. Fyra linjer på S-Bahn Mitteldeutschland trafikerar stationen, S3, S5, S5X och S6.

## Historia
Stationen öppnades för trafik 1 juli 1889 under namnet Oetzsch. Stationen har bytt namn flera gånger och har haft följande namn:
- till 1905: Oetzsch
- till 1924: Ötzsch
- till 1934: Oetzsch
- från 1934: Markkleeberg

År 1915 slogs samhällena Oetzsh och Markkleeberg samman till Oetzsch-Markkleeberg men järnvägsstationen behöll namnet Oetzsch. År 1969 blev stationen en del av Leipzigs S-bahn, och har sedan 2013 varit del av S-Bahn Mitteldeutschland. Sedan 2013 har stationen inte haft någon plattform på huvudlinjen. 